# Eleocharis nupeensis
Eleocharis nupeensis är en halvgräsart som beskrevs av John Hutchinson. Eleocharis nupeensis ingår i släktet småsäv, och familjen halvgräs. Inga underarter finns listade i Catalogue of Life.